# Grand Prix de Ouest-France 2004
Il Grand Prix de Ouest-France 2004, sessantottesima edizione della corsa, si svolse il 29 agosto 2004 su un percorso totale di 198 km. Fu vinta dal francese Didier Rous che terminò la gara in 4h31'27" alla media di 43,765 km/h.
Partenza a Plouay con 128 ciclisti di cui 88 portarono a termine il percorso.

## Ordine d'arrivo (Top 10)
| Pos. | Corridore        | Squadra         | Tempo    |
| ---- | ---------------- | --------------- | -------- |
| 1    | Didier Rous      | La Boulangère   | 4h31'27" |
| 2    | Serge Baguet     | Lotto-Domo      | s.t.     |
| 3    | Guido Trentin    | Cofidis         | a 2"     |
| 4    | Danilo Hondo     | Gerolsteiner    | s.t.     |
| 5    | Giulio Tomi      | Vini Caldirola  | s.t.     |
| 6    | Volodymyr Duma   | Landbouwkrediet | s.t.     |
| 7    | Patrick Calcagni | Vini Caldirola  | s.t.     |
| 8    | Cédric Vasseur   | Cofidis         | s.t.     |
| 9    | Sergio Barbero   | Lampre          | s.t.     |
| 10   | Fabian Wegmann   | Gerolsteiner    | s.t.     |